# 화개면
화개면(花開面)은 대한민국 경상남도 하동군의 면이다.  전라남도, 전북특별자치도, 경상남도 세개의 도와 광양시, 남원시 2개의 시, 그리고 산청군, 함양군, 구례군, 하동군, 4개의 군의 경계를 이루는 곳이다. 지리산과 섬진강이 만나는 휴양 관광지이며, 국내 최대의 녹차 재배지이며, 최대 생산지이다.

## 연혁
- 삼한시대 변한의 낙노국에 속함
- 신라 성덕왕 "화개(花開)-꽃피는 곳"으로 불림
- 조선 순조 25년(1825년)- 화개상,하면을 합하여 화개면 설치

## 행정 구역
- 부춘리(富春里)
- 덕은리(德隱里)
- 탑리(塔里)
- 삼신리(三神里)
- 정금리(井琴里)
- 운수리(雲樹里)
- 용강리(龍岡里)
- 범왕리(凡旺里)
- 대성리(大成里)

## 교육
- 화개초등학교
  - 왕성분교
  - 부덕분교(1999년 폐교) : 화개면 섬진강대로 3748-14 (부춘리)
- 쌍계초등학교
- 화개중학교

## 특산물
- 녹차(야생녹차)
- 고로쇠약수
- 밤, 매실, 토종꿀, 은어, 산채비빔밥, 각종 산나물

## 명소
- 화개장터
- 화개십리 벚꽃길